# Prodplast
Prodplast S.A. este o companie românească care activează în domeniul prelucrării materialelor plastice, înființată în 1957.
Compania are capital 100% privat, dispune de mai multe fabrici și este cotată la Bursa de Valori București.
Compania este orientată către producția de tehnologii inovative din domeniul bio-plasticelor iar prin proiectul Biodeck a devenit primul brand romanesc ce furnizează ambalaje biodegradabile și compostabile.
Istoria companiei a fost prezentată pe larg în emisiunea România Fast Forward, realizată de Sergiu Voicu pentru Digi24.
Compania este condusă de Tudor Alexandru Georgescu în calitate de Director General. Acesta a fost nominalizat de publicația Forbes în topul 30 sub 30, un proiect prin care Forbes recunoaște meritele tinerilor cu performanțe deosebite din România. Prodplast a fost remarcată pentru eforturile de a fi prezenți în piața bioplasticelor din regiune.
Număr de angajați în 2018: 70